# Marakei
Marakei eller Marakeiatollen är en ö i Mikronesien som tillhör Kiribati i Stilla havet.

## Geografi
Marakei är en ö bland Gilbertöarna och ligger cirka 100 kilometer norr om huvudön Tarawa. 
Ön är en korallatoll och har en areal om ca 13,8 km² och omges av ett korallev. Atollen består av två öar som omger en lagun och skiljs av smala sund Baretoa Pass i väst och Reweta Pass i öst. Den högsta höjden är på endast några m ö.h.
Befolkningen uppgår till ca 2 700 invånare fördelade på huvudorten Rawannawi på öns norra del och övriga orter Anla, Buoala, Bwaiuna, Noraea, Te Karakan, Te Kuanga, Temolu, Te Raekeke och Terokea.
Marakei har en liten flygplats Marakei Airport (flygplatskod MZK) vid Wilkes Point på öns norra del för lokalt flyg.

## Historia
Ön upptäcktes troligen redan 1537 av spanske Hernando de Grijalva på fartyget "San Juan". 
1820 namngav estnisk/ryske Adam Johann von Krusenstern öarna Iles Gilbert och Gilbertöarna blev tillsammans med Elliceöarna slutligen ett brittiskt protektorat 1892. I januari 1915 blev området en egen koloni.
Under andra världskriget ockuperades området mellan 1941 och 1943 av Japan för att sedan återgå under brittisk överhöghet.
1971 erhåller Gilbertöarna autonomi och blir i juli 1979 en självständig nation med namnet Kiribati.